# Grenada na Mistrzostwach Świata w Lekkoatletyce 2022
Grenada na Mistrzostwach Świata w Lekkoatletyce 2022 – reprezentacja Grenady podczas mistrzostw świata w Eugene liczyła 3 zawodników.

## Medaliści
| Medal  | Zawodnik        | Konkurencja    | Rezultat | Data     |
| ------ | --------------- | -------------- | -------- | -------- |
| złoto  | Anderson Peters | rzut oszczepem | 90,54    | 23 lipca |
| srebro | Kirani James    | bieg na 400 m  | 44,48    | 22 lipca |

## Skład reprezentacji

### Mężczyźni
| Zawodnik     | Konkurencja   | Eliminacje | Eliminacje | Półfinał | Półfinał | Finał | Finał   | Źródło            |
| Zawodnik     | Konkurencja   | Wynik      | Pozycja    | Wynik    | Pozycja  | Wynik | Pozycja | Źródło            |
| ------------ | ------------- | ---------- | ---------- | -------- | -------- | ----- | ------- | ----------------- |
| Kirani James | bieg na 400 m | 45,29      | 3. Q       | 44,74    | 4.       | 44,48 | 2.      | [ 1 ] [ 2 ] [ 3 ] |

| Zawodnik        | Konkurencja    | Kwalifikacje | Kwalifikacje | Finał | Finał   | Źródło      |
| Zawodnik        | Konkurencja    | Wynik        | Pozycja      | Wynik | Pozycja | Źródło      |
| --------------- | -------------- | ------------ | ------------ | ----- | ------- | ----------- |
| Anderson Peters | rzut oszczepem | 89,91        | 1. Q         | 90,54 | 1.      | [ 4 ] [ 5 ] |

Dziesięciobój
| Zawodnik      | Konkurencja | 100 m | SD   | PK    | SW   | 400 m | 110 m ppł | RD    | ST   | RO    | 1500 m  | Wynik | Pozycja | Źródło |
| ------------- | ----------- | ----- | ---- | ----- | ---- | ----- | --------- | ----- | ---- | ----- | ------- | ----- | ------- | ------ |
| Lindon Victor | Rezultat    | 10,78 | 7,26 | 16,29 | 2,02 | 49,27 | 14,76     | 53,92 | 4,80 | 66,20 | 4:47,22 | 8474  | 5.      | [ 6 ]  |